# Indiana Jones in the Lost Kingdom
Indiana Jones in the Lost Kingdom è un videogioco con protagonista l'eroe cinematografico Indiana Jones, ma non tratto da un film in particolare, pubblicato nel 1984 per Commodore 64 dalla Mindscape. È il secondo videogioco ufficiale su Indiana Jones, dopo Raiders of the Lost Ark.

## Modalità di gioco
Il giocatore controlla Indiana Jones che si avventura tra gli antichi resti di una civiltà scomparsa, nascosti in mezzo alla giungla, per recuperare un prezioso artefatto. Si devono affrontare sei stanze, ciascuna un ambiente a schermata fissa con visuale di lato, da risolvere con tecniche differenti. Anche i movimenti e le azioni che Indy può compiere variano da una stanza all'altra. Sono presenti diversi tipi di creature mostruose e altri pericoli, e ogni contatto con essi causa la perdita di una vita.
La stanza di partenza si può selezionare liberamente, a tre possibili livelli di difficoltà, muovendo Indy verso la rispettiva porta oppure tramite un menù testuale.
Il manuale del gioco, dichiaratamente, non dà spiegazioni su cosa si debba fare in ogni stanza. Gli obiettivi delle stanze sono (spiegazioni tratte da Commodore User 18):
1. Attraversando delle rocce sull'acqua bisogna trasferire delle palline colorate da una parte all'altra dello schermo. Indy può difendersi dai mostri volanti con la frusta (che appare come una breve linea uncinata; secondo Commodore User sarebbe un bastone).
2. Bisogna rimettere in ordine una serie di numeri, mentre si evitano delle palline rimbalzanti.
3. Ancora numeri da mettere in ordine a gruppi di tre, in una caverna ghiacciata.
4. Indy deve cambiare colore a delle palline, toccando con la frusta prima uno dei diamanti per ottenere un colore e poi la relativa pallina.
5. Dopo aver trovato il modo di superare un mostro a molte teste bisogna suonare delle campane per attivare ascensori e passaggi.
6. In una caverna piena di mostri, Indy deve raccogliere dei calici che appaiono uno alla volta.